# Giovanni di Vico
Giovanni di Vico (??? - 1366) est un chef italien des Gibelins, préfet de Rome, seigneur de Viterbe, de Vetralla, d'Orvieto, de Narni, de Civitavecchia  et de nombreuses autres terres au nord du Latium et de l’Ombrie. Il est le membre le plus célèbre de la famille « Prefetti di Vico ».

## Biographie
Sa date de naissance n’est pas connue. Giovanni di Vico est mentionné pour la première fois, avec son frère Faziolo en 1322 dans un acte de soumission au Légat du Pape.
En 1337, à la mort de son père, Manfredi, il hérite de la charge de préfet de Rome. L'année suivante il entre dans Viterbe à la tête des Gibelins, et tue de ses propres mains son frère Faziolo, qui était resté fidèle au pape.
En 1338 Giovanni di Vico est nommé Vicaire Impérial (gouverneur de province) du patrimoine de saint Pierre par l'empereur Louis IV de  Bavière, il devient ensuite Vicaire de Viterbe et est confirmé dans ce poste par pape Clément VI en 1342
Il se heurte au pape lorsqu'il étend des possessions territoriales acquises illégalement, ne cachant plus son objectif qui est d'accroitre son domaine en prenant sous son contrôle d'autres villes autour d'Orvieto.
Cependant, ses désaccords croissants avec ce dernier, en particulier à cause de la construction d'une forteresse près de Vetralla, le conduisent à une rébellion ouverte en 1344, dans laquelle il cherche à augmenter ses terres. Il réussit alors à prendre plusieurs villes, Orvieto, Piansano, Bagnore, Toscanella etc. Pratiquant un culte de la personnalité sans retenue, son contrôle sur Viterbe est tel que ses partisans en arrivent à ériger sur la place de la Commune un aigle gibelin qui tient dans ses griffes les armes du roi de Naples, principal soutien de la cause guelfe. Devant ce symbole, ses disciples, se découvrent, s'agenouillent, allument des bougies et font brûler de l’encens, ce qui le fait accuser d'idolâtrie et de dérision du culte divin. La population doit aussi défiler respectueusement devant le monument pour rendre hommage au tyran.
Après une courte réconciliation avec le pape, en 1347, Cola di Rienzo, sénateur de Rome, alors soutenu par le pape, le convoque à Avignon pour discuter d’une réforme des statuts de la ville de Viterbe et pour verser un impôt. Giovanni di Vico ne répond pas à l’injonction et refuse de s'engager militairement. Cola di Rienzo le déclare rebelle, le destitue, et lance une offensive contre lui avec 6 000 fantassins et 1 000 chevaliers sous la conduite de Werner de Urslingen. Assiégé dans Viterbe où le peuple apeuré réclame la capitulation, il se rend et doit aller signer sa reddition à Rome après y avoir envoyé son fils en otage. En juillet, il est absous et retrouve ses possessions immobilières. Il défend Orvieto menacée par une armée recrutée par Florence, Sienne et Pérouse. Sa fureur le pousse à exterminer une partie du clan guelfe des Monaldeschi. Après une cérémonie humiliante d'hommage lors d'un colloque qui réunit en parlement les protagonistes, Giovanni di Vico est convoqué par Cola di Renzo pour discuter d'une vaste réforme des statuts de la commune de Viterbe. Il est arrêté pendant quelques jours par les sbires de Cola, histoire de lui rappeler qui est le maître, puis relâché après que sa forteresse de Roccarespampani ait été investie. 
Il est encore emprisonné deux fois à Rome  mais est libéré avec la chute de Cola di Rienzo. En 1348, il est sommé de rendre des comptes au pape.
Revenu à Viterbe, il continue sa politique impitoyable de ravages contre les territoires des États pontificaux, refusant toujours de se présenter à Avignon pour répondre de ses actes. En 1352 l'armée papale attaque Viterbe ; Giovanni di Vico résiste avec succès à un siège de sept mois, mais est excommunié. 
Il est également victorieux dans ses premiers affrontements avec Gil de Albornoz, le cardinal envoyé par le pape Innocent VI pour reconquérir les territoires usurpés des États pontificaux, mais en 1354 il est battu près d'Orvieto.

Après une courte résistance à Viterbe, il se rend et jure fidélité à Albornoz et à l'église.
En mars 1355 il  accompagne Charles IV à Rome pour son couronnement en tant qu'empereur du Saint-Empire romain germanique. Tirant profit de la protection de Charles IV, il essaye de susciter  de nouvelles rébellions dans les territoires des États pontificaux, mais il est systématiquement battu par Albornoz. 
Il continue à sévir sporadiquement en Toscane, dans le Latium et en Ombrie, et meurt en avril 1366, excommunié par l'église.
Selon la tradition populaire, il meurt lors d’un soulèvement mais il n’y a pas de données précises sur le lieu et les conditions de sa mort.